# Saussurea yanagisawae
Saussurea yanagisawae là một loài thực vật có hoa trong họ Cúc. Loài này được Takeda miêu tả khoa học đầu tiên năm 1915.